# Ceratammina
Ceratammina es un género de foraminífero bentónico de la subfamilia Stegnammininae, de la familia Stegnamminidae, de la superfamilia Saccamminoidea, del suborden Saccamminina y del orden Astrorhizida. Su especie tipo es Ceratammina cornucopia. Su rango cronoestratigráfico abarca el Devónico inferior.

## Discusión
Clasificaciones previas incluían Ceratammina en la Familia Psammosphaeridae, de la Superfamilia Astrorhizoidea, así como en el Suborden Textulariina y/o Orden Textulariida,.

## Clasificación
Ceratammina incluye a la siguiente especie:
- Ceratammina cornucopia †

Otra especie considerada en Ceratammina es:
- Ceratammina michiganensis †, de posición genérica incierta